# Campionati mondiali di tiro con l'arco indoor 1997
I campionati mondiali di tiro con l'arco indoor 1997 sono la 4ª edizione della competizione. Si sono svolti a Istanbul, in Turchia.

## Medagliere
| Pos.   | Nazione       | Oro | Argento | Bronzo | Totale |
| ------ | ------------- | --- | ------- | ------ | ------ |
| 1      | Corea del Sud | 2   | 1       | 0      | 3      |
| 1      | Stati Uniti   | 2   | 1       | 0      | 3      |
| 3      | Svezia        | 1   | 2       | 1      | 4      |
| 4      | Francia       | 1   | 1       | 1      | 3      |
| 5      | Ucraina       | 1   | 1       | 0      | 2      |
| 6      | Germania      | 1   | 0       | 0      | 1      |
| 7      | Svizzera      | 0   | 1       | 1      | 2      |
| 8      | Danimarca     | 0   | 1       | 0      | 1      |
| 8      | Kazakistan    | 0   | 1       | 0      | 1      |
| 10     | Jugoslavia    | 0   | 0       | 1      | 1      |
| 10     | Italia        | 0   | 0       | 1      | 1      |
| 10     | Paesi Bassi   | 0   | 0       | 1      | 1      |
| 10     | Turchia       | 0   | 0       | 1      | 1      |
| Totale | Totale        | 8   | 8       | 8      | 24     |

## Podi

### Arco ricurvo
| Evento                   | Oro             | Argento      | Bronzo            |
| Individuale maschile     | Chung Jae-hun   | Shane Parker | Sebastian Flute   |
| Individuale femminile    | Tetyana Muntyan | Hyun-ji Kim  | Natalia Nasaridze |
| Gara a squadre maschile  | Corea del Sud   | Svezia       | Italia            |
| Gara a squadre femminile | Germania        | Kazakistan   | Ucraina           |

### Arco compound
| Evento                   | Oro           | Argento           | Bronzo          |
| Individuale maschile     | Dee Wilde     | Morgan Lundin     | Danilo Mlokovic |
| Individuale femminile    | Valerie Fabre | Sylviane Lambelet | Irma Luyting    |
| Gara a squadre maschile  | Svezia        | Danimarca         | Svizzera        |
| Gara a squadre femminile | Stati Uniti   | Francia           | Svezia          |